# Southern 500
De Southern 500 is een race uit de NASCAR Cup Series. De wedstrijd wordt gehouden op de Darlington Raceway in Darlington over een afstand van 501,3 mijl of 806,8 km. De eerste race werd gehouden in 1957 en gewonnen door Fireball Roberts. David Pearson won de race zeven keer en is daarmee recordhouder.

## Namen van de race
- Rebel 300 (1957 - 1965)
- Rebel 400 (1966 - 1972)
- Rebel 500 (1973)
- Rebel 450 (1974)
- Rebel 500 (1975 - 1979)
- CRC Chemicals Rebel 500 (1980 - 1982)
- TranSouth 500 (1983 - 1993)
- TranSouth Financial 400 (1994 - 1999)
- Mall.com 400 (2000)
- Carolina Dodge Dealers 400 (2001 - 2004)
- Dodge Charger 500 (2005 - 2006)
- Dodge Avenger 500 (2007)
- Dodge Challenger 500 (2008)
- Southern 500 (2009 - 2012)
- Bojangles' Southern 500 (2013 - 2019)
- Cook Out Southern 500 (2020 - heden)

## Winnaars
| Jaar                       | Winnaar          | Auto       |
| Rebel 300                  | Rebel 300        | Rebel 300  |
| -------------------------- | ---------------- | ---------- |
| 1957                       | Fireball Roberts | Ford       |
| 1958                       | Curtis Turner    | Ford       |
| 1959                       | Fireball Roberts | Chevrolet  |
| 1960                       | Joe Weatherly    | Ford       |
| 1961                       | Fred Lorenzen    | Ford       |
| 1962                       | Nelson Stacey    | Ford       |
| 1963                       | Joe Weatherly    | Pontiac    |
| 1964                       | Fred Lorenzen    | Ford       |
| 1965                       | Junior Johnson   | Ford       |
| Rebel 400                  |                  |            |
| 1966                       | Richard Petty    | Plymouth   |
| 1967                       | Richard Petty    | Plymouth   |
| 1968                       | David Pearson    | Ford       |
| 1969                       | LeeRoy Yarbrough | Mercury    |
| 1970                       | David Pearson    | Ford       |
| 1971                       | Buddy Baker      | Dodge      |
| 1972                       | David Pearson    | Mercury    |
| Rebel 500                  |                  |            |
| 1973                       | David Pearson    | Mercury    |
| Rebel 450                  |                  |            |
| 1974                       | David Pearson    | Mercury    |
| Rebel 500                  |                  |            |
| 1975                       | Bobby Allison    | Matador    |
| 1976                       | David Pearson    | Mercury    |
| 1977                       | Darrell Waltrip  | Chevrolet  |
| 1978                       | Benny Parsons    | Chevrolet  |
| 1979                       | Darrell Waltrip  | Chevrolet  |
| CRC Chemicals Rebel 500    |                  |            |
| 1980                       | David Pearson    | Chevrolet  |
| 1981                       | Darrell Waltrip  | Buick      |
| 1982                       | Dale Earnhardt   | Chevrolet  |
| TranSouth 500              |                  |            |
| 1983                       | Harry Gant       | Buick      |
| 1984                       | Darrell Waltrip  | Chevrolet  |
| 1985                       | Bill Elliott     | Ford       |
| 1986                       | Dale Earnhardt   | Chevrolet  |
| 1987                       | Dale Earnhardt   | Chevrolet  |
| 1988                       | Lake Speed       | Oldsmobile |
| 1989                       | Harry Gant       | Oldsmobile |
| 1990                       | Dale Earnhardt   | Chevrolet  |
| 1991                       | Ricky Rudd       | Chevrolet  |
| 1992                       | Bill Elliott     | Ford       |
| 1993                       | Dale Earnhardt   | Chevrolet  |
| TranSouth Financial 400    |                  |            |
| 1994                       | Dale Earnhardt   | Chevrolet  |
| 1995                       | Sterling Marlin  | Chevrolet  |
| 1996                       | Jeff Gordon      | Chevrolet  |
| 1997                       | Dale Jarrett     | Ford       |
| 1998                       | Dale Jarrett     | Ford       |
| 1999                       | Jeff Burton      | Ford       |
| Mall.com 400               |                  |            |
| 2000                       | Ward Burton      | Pontiac    |
| Carolina Dodge Dealers 400 |                  |            |
| 2001                       | Dale Jarrett     | Ford       |
| 2002                       | Sterling Marlin  | Dodge      |
| 2003                       | Ricky Craven     | Pontiac    |
| 2004                       | Jimmie Johnson   | Chevrolet  |
| Dodge Charger 500          |                  |            |
| 2005                       | Greg Biffle      | Ford       |
| 2006                       | Greg Biffle      | Ford       |
| Dodge Avenger 500          |                  |            |
| 2007                       | Jeff Gordon      | Chevrolet  |
| Dodge Challenger 500       |                  |            |
| 2008                       | Kyle Busch       | Toyota     |
| Southern 500               |                  |            |
| 2009                       | Mark Martin      | Chevrolet  |
| 2010                       | Denny Hamlin     | Toyota     |
| 2011                       | Regan Smith      | Chevrolet  |
| 2012                       | Jimmie Johnson   | Chevrolet  |
| Bojangles' Southern 500    |                  |            |
| 2013                       | Matt Kenseth     | Toyota     |
| 2014                       | Kevin Harvick    | Chevrolet  |
| 2015                       | Carl Edwards     | Toyota     |
| 2016                       | Martin Truex Jr. | Toyota     |
| 2017                       | Denny Hamlin     | Toyota     |
| 2018                       | Brad Keselowski  | Ford       |
| 2019                       | Erik Jones       | Toyota     |
| Cook Out Southern 500      |                  |            |
| 2020                       | Kevin Harvick    | Ford       |
| 2021                       |                  |            |

Huidige races:
Can-Am Duel ·
Daytona 500 ·
Subway Fresh Fit 500 ·
Kobalt Tools 400 ·
Food City 500 ·
Auto Club 400 ·
STP Gas Booster 500 ·
NRA 500 ·
Aaron's 499 ·
Toyota Owners 400 ·
Bojangles' Southern 500 ·
FedEx 400 ·
Coca-Cola 600 ·
STP 400 ·
Pocono 400 ·
Quicken Loans 400 ·
Toyota/Save Mart 350 ·
Coke Zero 400 ·
Quaker State 400 ·
Camping World RV Sales 301 ·
Brickyard 400 ·
Gobowling.com 400 ·
Cheez-It 355 at The Glen ·
Pure Michigan 400 ·
Irwin Tools Night Race ·
AdvoCare 500 (Atlanta Motor Speedway) ·
Federated Auto Parts 400 ·
Geico 400 ·
Sylvania 300 ·
AAA 400 ·
Hollywood Casino 400 ·
Bank of America 500 ·
Camping World RV Sales 500 ·
Goody's Headache Relief Shot 500 ·
AAA Texas 500 ·
AdvoCare 500 (Phoenix International Raceway) ·
Ford EcoBoost 400

Voormalige races:

Buddy Shuman 276 ·
Budweiser 400 ·
Budweiser NASCAR 400 ·
Columbia 200 ·
Coors 420 ·
First Union 400 ·
Greenville 200 ·
Hickory 276 ·
Kobalt Tools 500 (Atlanta Motor Speedway) ·
Los Angeles Times 500 ·
Mountain Dew Southern 500 ·
Northern 300 ·
Pepsi 420 ·
Pepsi Max 400 ·
Pickens 200 ·
Pop Secret Microwave Popcorn 400 ·
Sandlapper 200 ·
Subway 400 ·
Tyson Holly Farms 400 ·
Winston Western 500